# Culture Komsa

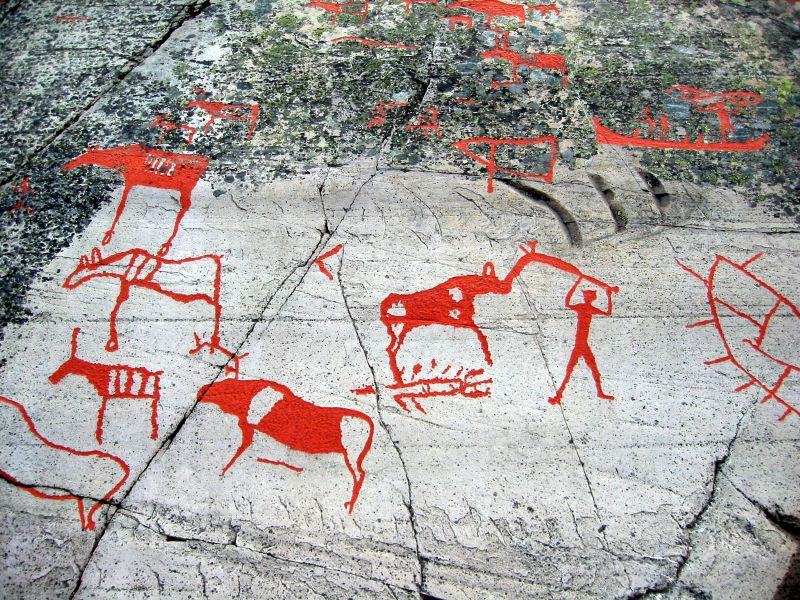
Pétroglyphes d'Alta.

La culture Komsa était une culture de chasseurs-cueilleurs de l'âge de la pierre qui a existé dans le nord de la Norvège aux environs de 10000 av. J.-C. La culture doit son nom à la montagne Komsa, sur le territoire de la commune d'Alta, où les premières découvertes archéologiques la concernant ont été effectuées en 1925.
On pense que la culture Komsa a suivi les côtes norvégiennes à la fin de la dernière glaciation et occupé les terres nouvellement libérées. Le point de vue communément admis aujourd'hui est que les plus anciens établissements du nord de la côte norvégienne provenaient des régions côtières de l'ouest et du sud-ouest de la Norvège et ultimement de la phase finale de la culture paléolithique d'Ahrensburg du nord-ouest de l'Europe.
Les découvertes archéologiques indiquent que la culture Komsa était presque exclusivement orientée vers la mer, vivant principalement de la chasse aux phoques. Ils étaient également des constructeurs de bateaux et des pêcheurs compétents. En revanche, les outils en pierre et les autres objets apparaissent relativement simples en comparaison avec ceux de la culture de Fosna, établie à la même époque dans le Sud de la Norvège.
La culture Komsa semble avoir disparu aux environs de 2000 av. J.-C., probablement en raison de l'extinction des phoques dans les eaux proches de la Norvège. Toutefois, comme la région reste habitée après leur disparition, il a été avancé qu'ils seraient apparentés avec la culture qui a produit les carrières d'ardoise d'Alta.

## Sources
- (en) Cet article est partiellement ou en totalité issu de l’article de Wikipédia en anglais intitulé « Komsa culture » (voir la liste des auteurs).